# Basstone Music
Basstone Music är ett musikbolag som ägnar sig åt musikinspelning och även till viss del utgivning av musik. Basstone äger två skivmärken, Basstone Records och Magic Fields Records.

## Basstone Records
- Depiction - It's A Dream (singel) 2003
- 2W - The Bass (singel) 2004

## Magic Fields Records
- Haningekören Med Gäster - Jul I Haninge (album) 2003
- AcQuire - Tusen Tankar (album) 2005
- Österhaninge Församlings Körer - Sommarn Är Härlig (album) 2006
- Vendelsö Kyrkas Barnkörer	- Året Runt (album) 2007
- Håkan Martinsson - Genom Fem Sekler (album) 2008